# レーン・ジョンソン
デビッド・レーン・ジョンソン（David Lane Johnson, 1990年5月8日 - ）は、アメリカ合衆国テキサス州グローブトン出身のプロアメリカンフットボール選手。NFLのフィラデルフィア・イーグルスに所属している。ポジションはオフェンシブタックル。

## 経歴

### カレッジ
キルゴアカレッジではクォーターバックやタイトエンドとしてプレーした。
1年間在学した後にオクラホマ大学に転校。2011年シーズンにディフェンシブエンドへコンバートされ、さらに同シーズン中にコーチから適性を見出され、オフェンシブタックルへコンバートされた。2012年シーズンにはCBSSスポーツのオールアメリカンに選出された。

### フィラデルフィア・イーグルス
2013年のNFLドラフトにて全体4位でフィラデルフィア・イーグルスから指名され、その後ルーキー契約を結んだ。

#### 2013年シーズン
チームで先発を務めていたデニス・ケリーの怪我もあり、開幕から先発で起用された。

#### 2014年シーズン
開幕前に薬物違反が発覚し、4試合の出場停止処分を受けた。

#### 2015年シーズン
このシーズンは怪我に苦しんだが、チームメイトのジェイソン・ピーターズが欠場していたこともあり、16試合に出場した。

#### 2016年シーズン
2016年1月29日にイーグルスと6年総額6,300万ドルの契約延長に合意した。8月9日に禁止薬物であるPEDの使用が発覚し、10試合の出場停止処分を受けた。

#### 2017年シーズン
第5週のアリゾナ・カージナルス戦で脳震盪を起こし途中退場した。このシーズンは15試合に出場し、自身初となるプロボウル、オールプロファーストチームに選出された。チームがスーパーボウルを控えていたため、プロボウルは欠場した。
スーパーボウルではニューイングランド・ペイトリオッツに勝利し、チーム史上初となる優勝を成し遂げた。

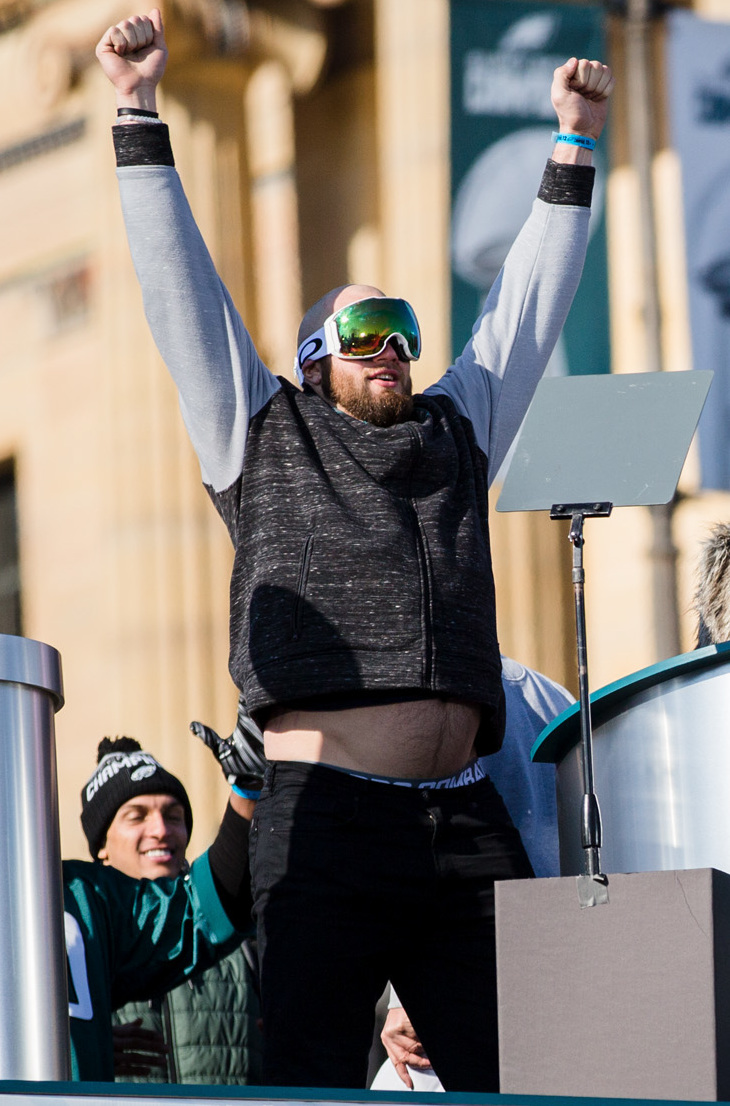
スーパーボウルの優勝パレードにて
(2018年)

#### 2018年シーズン
このシーズンも15試合に出場し、2年連続でプロボウルに選出された。

#### 2019年シーズン
2019年11月29日にイーグルスと4年総額7,200万ドルの契約延長に合意した。オフェンシブタックルとしてはリーグ最高額となった。
このシーズンもプロボウルに選出された。

#### 2020年シーズン
新型コロナウイルス感染などの影響で、7試合の出場に留まった。

#### 2021年シーズン
第16週のニューヨーク・ジャイアンツ戦の試合中にレシーバーとしてプレーし、ジェイレン・ハーツからパスを受けてキャリア初となるタッチダウンを記録した。
このシーズンはオールプロセカンドチームに選出された。

#### 2022年シーズン
2022年12月11日に26試合連続で被サックなしのNFL記録を樹立した。
このシーズンは3年ぶりとなるプロボウル、5年ぶりとなるオールプロファーストチームに選出された。

## 家族
義父のジョン・グッドマンも元NFL選手である。

## 人物
2019年5月22日にかつて在学したキルゴアカレッジに50万ドルを寄附し、自身の名を冠したトレーニングセンターを設立した。
2022年にイーグルスのチームメイトであるジェイソン・ケルシーらと共にクリスマス・アルバムに出演した。